# Memorial da Resistência Mossoroense

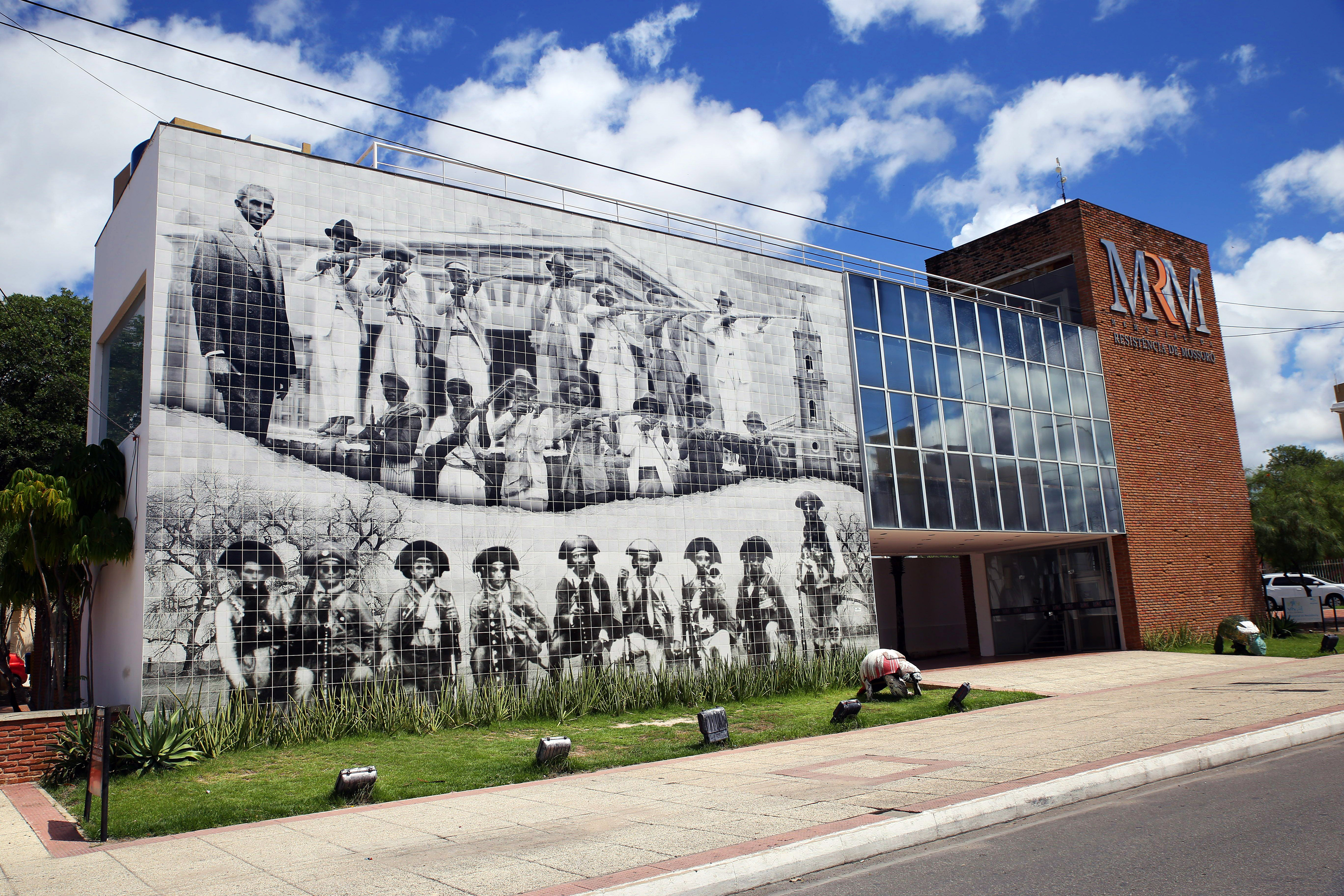
Prédio principal do museu

O Memorial da Resistência é um museu de exposições que destacam o tema do Cangaço e a resistência da cidade de Mossoró ao bando de Virgulino Ferreira da Silva - vulgo Lampião - que tentou invadir a cidade no ano de 1927. Composto por três andares, que abrigam quatro módulos para destacar diferentes temas e aspectos do Cangaço, o memorial apresenta exposição de vários painéis.
O módulo um conta a história do movimento e o módulo dois apresenta as biografias dos heróis da resistência mossoroense, ilustradas com fotografias. O módulo três, denominado "A Cidade", exibe fotografias que revelam a evolução da fisionomia arquitetônica de Mossoró. O módulo quatro, chamado "Portal", tem um salão de exposição, salas de projeção de filmes e consultas virtuais sobre temas relativos ao Cangaço e café literário.
Mossoró é conhecida como a única cidade do Nordeste a expulsar Lampião e o seu bando sem a ajuda das forças militares e unicamente com a participação do povo da cidade que se armou e abateu um dos mais importantes membros do bando de Lampião, um cangaceiro chamado de Jararaca. Desde então, a cidade ficou conhecida como a terra da resistência.